# Sint-Lambertuskerk (Nieuwrode)

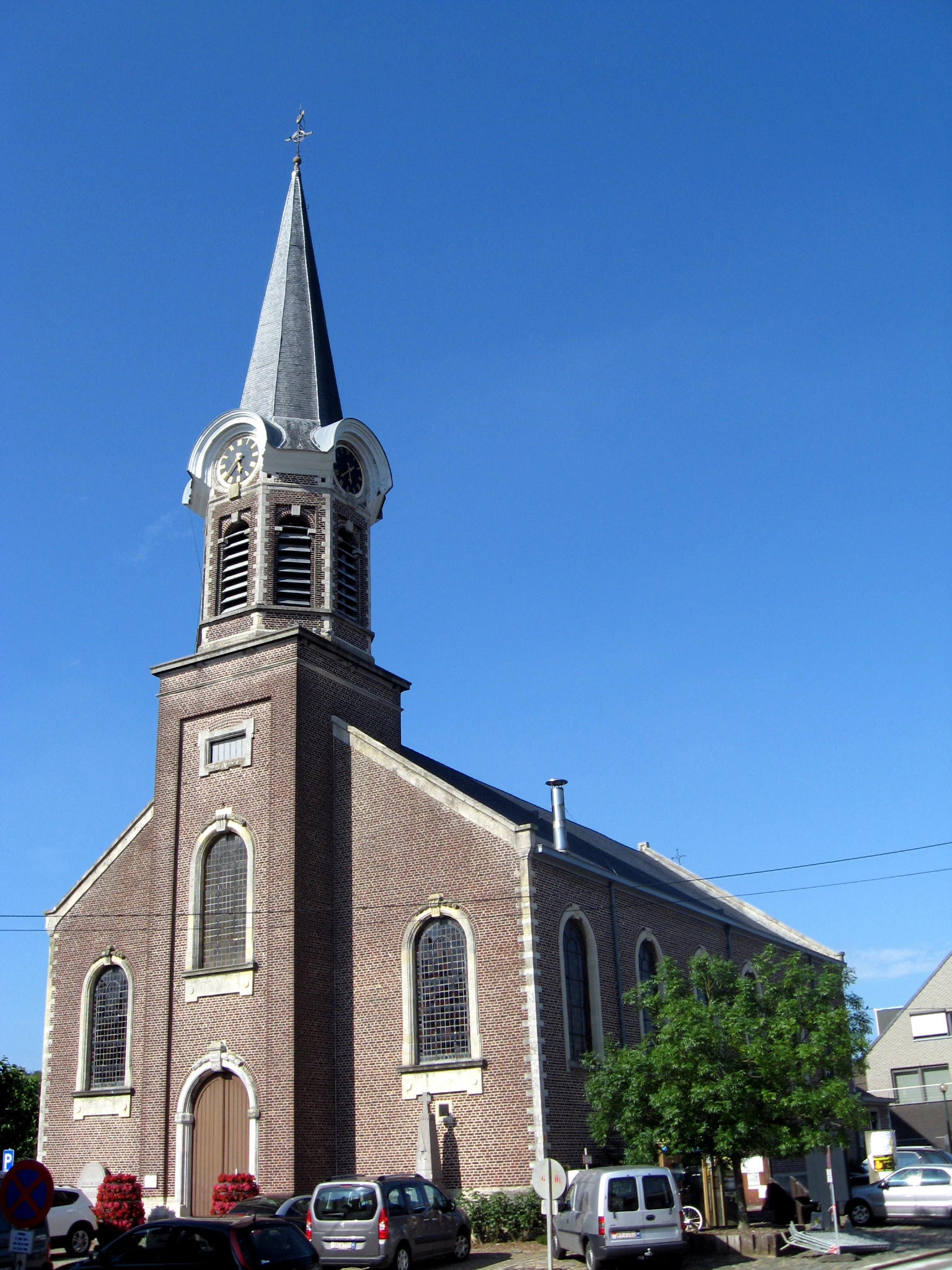
Sint-Lambertuskerk

De Sint-Lambertuskerk is de parochiekerk van Nieuwrode, een plaats in de gemeente Holsbeek in Vlaams-Brabant. De kerk bevindt zich aan Dorp 5.

## Geschiedenis
In 1254 behoorden het patronaatsrecht en het tiendrecht van de parochie tot het klooster van Gempe. In 1487 werden deze rechten overgedragen aan de Abdij van Park te Heverlee.

## Gebouw
De huidige kerk, gebouwd van 1870 tot 1873, heeft een neoclassicistische stijl. Het is een driebeukig kerkgebouw met een halfingebouwde westtoren. Het koor en de sacristieën in classicistische stijl dateren uit het einde van de 18e eeuw. De kerk is opgetrokken uit baksteen met natuurstenen sierelementen. De slanke toren heeft een vierkante benedenbouw en een achtkante bovenbouw.

## Interieur
Het hoofdaltaar, dat in barokstijl is, dateert uit het einde van de 17e eeuw. De zijaltaren tonen versieringen in renaissancestijl. Het altaarstuk van het hoofdaltaar toont de Dood van Sint-Clara, geschilderd door Godfried Maes. De preekstoel is ook in barokstijl. Daarnaast is er een kruisbeeld uit ongeveer 1600 en een laatgotisch hardstenen doopvont uit de 16e eeuw.
Verder bezit de kerk een aantal schilderijen, waaronder de Kroning van Maria (ongeveer 1600), Jezus aan het kruis (ongeveer 1650) en Calvarie (tweede helft 17e eeuw).